# Scutularia littoralis
Scutularia littoralis är en svampart som först beskrevs av W. Phillips & Plowr., och fick sitt nu gällande namn av Pier Andrea Saccardo 1889. Scutularia littoralis ingår i släktet Scutularia och familjen Helotiaceae.   Inga underarter finns listade i Catalogue of Life.